# Ндухирубуса, Жозе
Жозе Ндухирубуса (рунди Joseph Nduhirubusa, 24 апреля 1938 года — 16 июля 2012 года, Руйига, Бурунди) — католический прелат, епископ Руйиги с 19 апреля 1980 года по 30 октября 2010 год.

## Биография
После получения начального образования в приходской школе Жозе Ндухирубуса обучался малой семинарии в городе Мугера, по окончании которой изучал богословие и философию в семинариях Бужумбуры и Бурасиры. 21 июля 1964 года Жозе Ндухирубуса был рукоположён в священника. Будучи священником преподавал несколько лет в начальных семинариях в Русенго и Мугере. С 1970 по 1974 год изучал моральную теологию в Риме в Понтификальной академии Альфонсиана, где получил научную степень доктора теологии. Возвратившись в Бурунди преподавал в семинарии епархии Бужумбуры.
6 марта 1980 года Римский папа Иоанн Павел II назначил Жозе Ндухирубусу епископом Руйиги. 4 мая 1980 года состоялось в Риме в соборе святого Петра рукоположение Рожера Мпунгу в епископа, которое совершил Римский папа Иоанн Павел II в сослужении с кардиналом Агнелу Росси и архиепископом Киншасы кардиналом Жозефом Малулой.
30 октября 2010 года Жозе Ндухирубуса подал в отставку.
Скончался 16 июля 1967 года в городе Муйинга.